# Vieja heterospila
Vieja heterospila es una especie de peces de la familia Cichlidae en el orden de los Perciformes.

## Morfología
Los machos pueden llegar alcanzar los 24 cm de longitud total.

## Distribución geográfica
Se encuentra en  América Central: ríos  Usumacinta y  Candelaria.